# Иван Матинчев
Иван Матинчев е български футболист и спортен функционер.

## Биография
Възпитаник на Робърт колеж, випуск 1912 г. Матинчев е един от основателите на първите два футболни клуба в София Футбол клуб („Савата“) през 1909 г. и Клуб Футбол („отбора на Матинката“) през 1910 г. Освен това е един от пионерите на баскетбола в България, като донася този спорт заедно с Мария Басмаджиева Тихолова и Янка Колинс.
Обявен за пръв почетен член на СОСО на първото общо събрание заради изключителни заслуги към спорта. Почива на 41-годишна възраст през 1928 г.